# Cyclodictyon thomeanum
Cyclodictyon thomeanum là một loài rêu trong họ Pilotrichaceae. Loài này được (Broth.) M. Fleisch. mô tả khoa học đầu tiên năm 1922.